# Elijah Hise

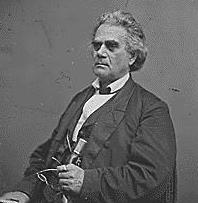
Elijah Hise

Elijah Hise (* 4. Juli 1802 im Allegheny County, Pennsylvania; † 8. Mai 1867 in Russellville, Kentucky) war ein US-amerikanischer Politiker. Zwischen 1866 und 1867 vertrat er den Bundesstaat Kentucky im US-Repräsentantenhaus.

## Werdegang
Noch während seiner Kindheit kam Elijah Hise mit seinen Eltern nach Russellville in Kentucky, wo er die öffentlichen Schulen besuchte. Danach studierte er an der Transylvania University in Lexington. Nach einem anschließenden Jurastudium und seiner Zulassung als Rechtsanwalt begann er in diesem Beruf zu arbeiten. Politisch wurde Hise Mitglied der Demokratischen Partei. Im Jahr 1829 wurde er in das Repräsentantenhaus von Kentucky gewählt. 1836 kandidierte er erfolglos für das Amt des Vizegouverneurs von Kentucky. In den Jahren 1848 und 1849 war er als Nachfolger von Charles G. DeWitt amerikanischer Gesandter in Guatemala. Außerdem amtierte er als Vorsitzender Richter des Berufungsgerichts von Kentucky.
Nach dem Tod des Abgeordneten Henry Grider im Jahr 1866 wurde Hise im dritten Wahlbezirk von Kentucky als dessen Nachfolger in das US-Repräsentantenhaus in Washington, D.C. gewählt, wo er am 3. Dezember 1866 sein neues Mandat antrat. Da er bei den regulären Wahlen des Jahres 1866 bestätigt wurde, konnte er am 4. März 1867 eine neue Legislaturperiode im Kongress antreten. Somit verblieb er dort bis zu seinem Tod am 8. Mai 1867. Seit 1865 war die Arbeit des Kongresses von den Spannungen zwischen der Republikanischen Partei und Präsident Andrew Johnson geprägt, die in einem nur knapp gescheiterten Amtsenthebungsverfahren gipfelten.